# Pfaffenberg (Deutsch-Altenburg)
Der  Pfaffenberg (331 m) bei Deutsch-Altenburg ist ein Vorberg der Hainburger Berge und deren Hauptgipfel Hundsheimer Berg (480 m) direkt vorgelagert.
Während die Hainburger Berge im Ostteil großteils aus Kristallin-Gesteinen bestehen, bildet der Pfaffenberg einen jüngeren (mesozoischen), harten Kalkstock, der seit der Römerzeit intensiv als Steinbruch genützt wird. Vermutlich begann dieser Abbau aber schon wesentlich früher. Am Gipfel befand sich ein bedeutender Jupiter-Tempel.
Heute ist der Pfaffenberg bereits bis zu einer Höhe knapp unter dem Gipfel durch den Steinbruch der Hollitzer Baustoffwerke Betriebs-Gesellschaft m.b.H. (Rohrdorfer Gruppe, bis 2015 CEMEX-Konzern) terrassiert und bildet einen staubigen, aber sehr hellen Kontrast zu den dunklen Bergen dahinter. Der Jupitertempel wurde unter umstrittenen Umständen teilweise zerstört.
Es gab Pläne, den Abbau in Richtung „Hexenberg“ über dem Ort Hundsheim auszuweiten, der seit langem zu einem Naturschutzgebiet gehört. Die dortigen Steinbrüche wurden im Laufe des 20. Jahrhunderts stillgelegt. Gegen diese Vorhaben wurden starke Bedenken erhoben, sodass sie fallen gelassen wurden. Der Hauptabbau am Pfaffenberg jedoch geht intensiv weiter – was zwar die Wirtschaft fördert, aber den Tourismus und den Kurbetrieb im nahen Bad Deutsch Altenburg beeinträchtigt. Die politisch-umweltschützerischen Debatten dauern an (Stand 2007).

## Bilder

Pfaffenberg, Hexenberg und Hundsheimer Berg um 1873, vor der Ausweitung des Steinbruchbetriebes
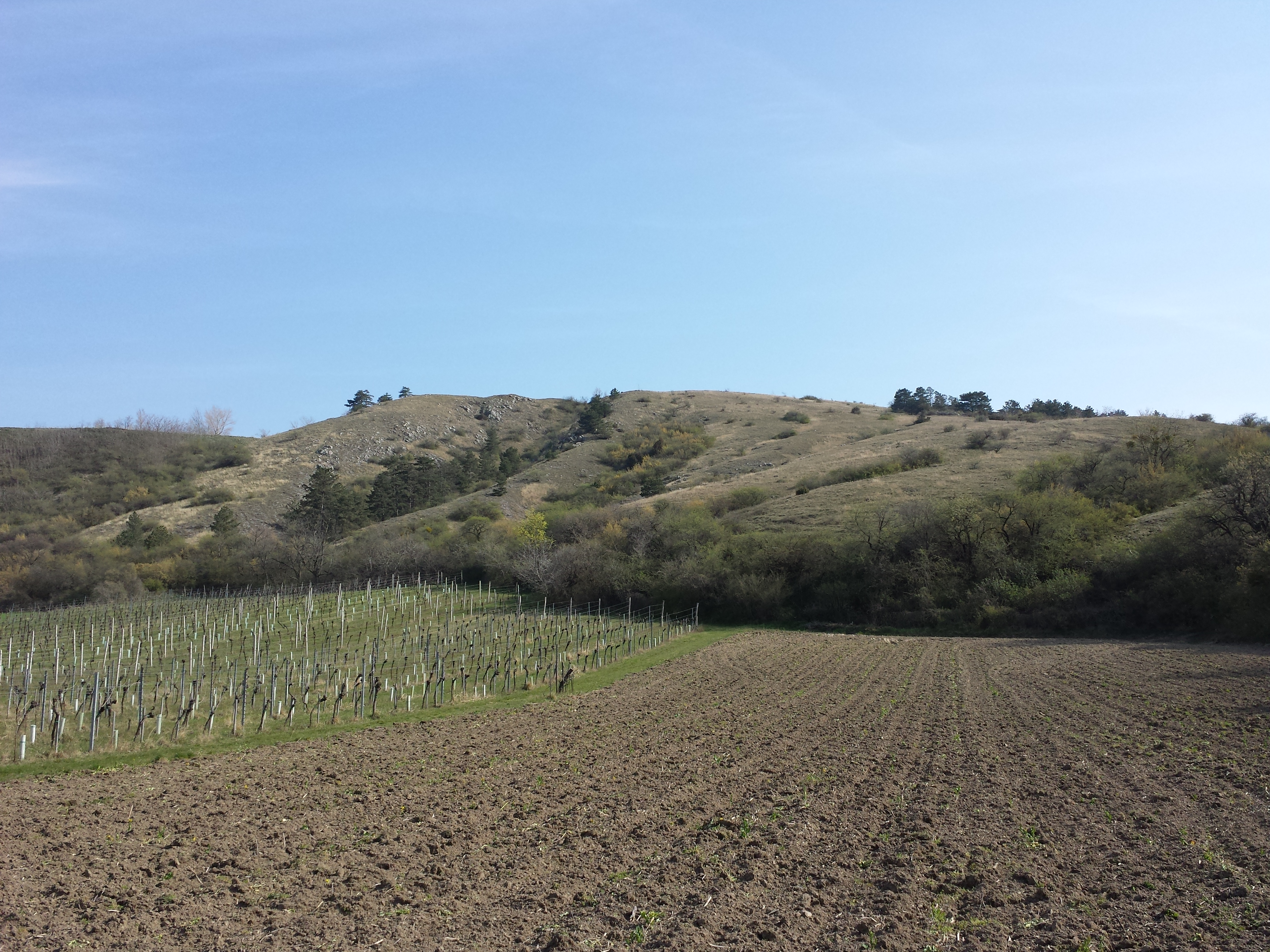
Der Pfaffenberg von Süden aus gesehen
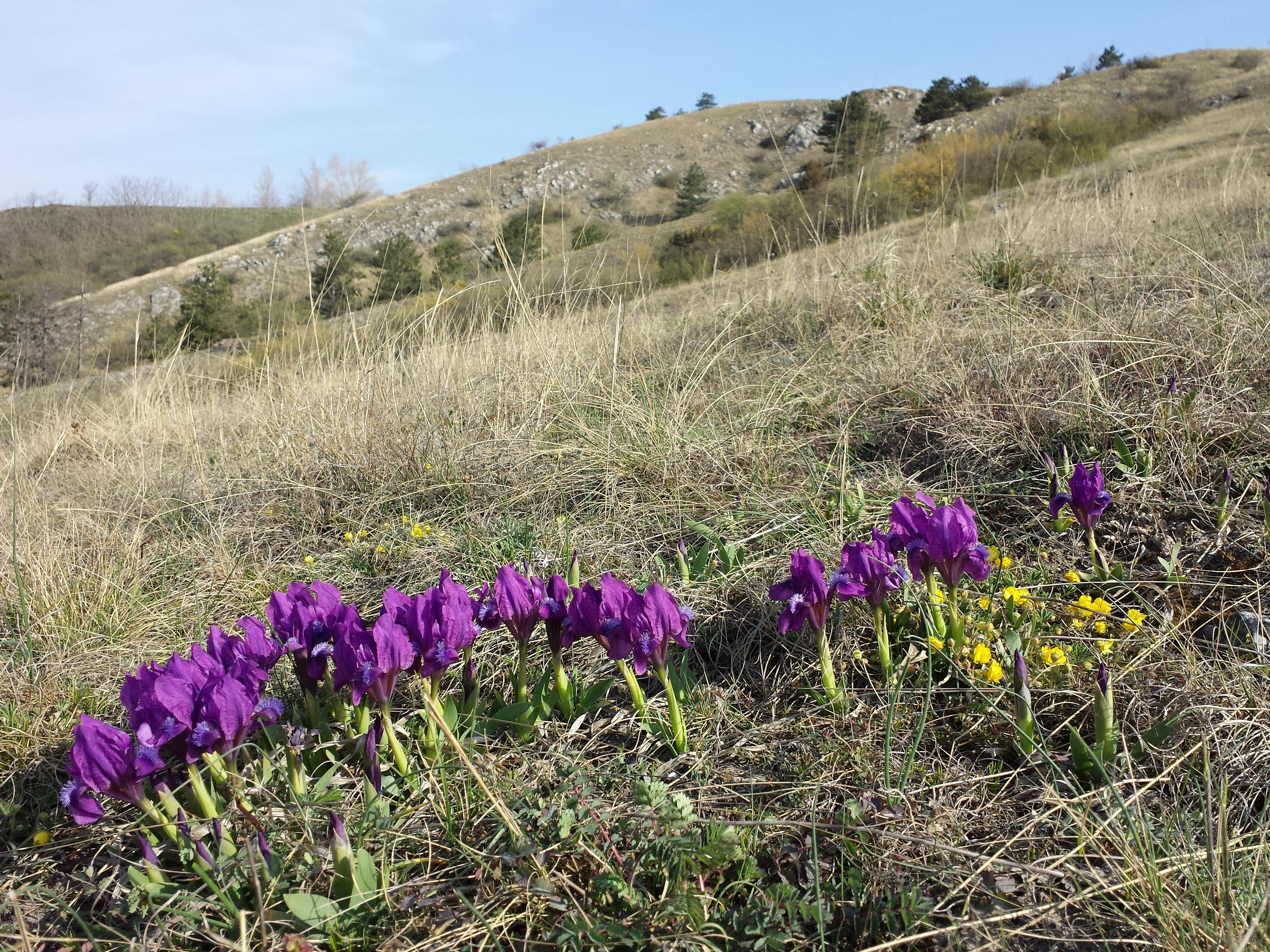
Verbliebener Trockenrasen mit Zwerg-Schwertlilie (Iris pumila) am Pfaffenberg
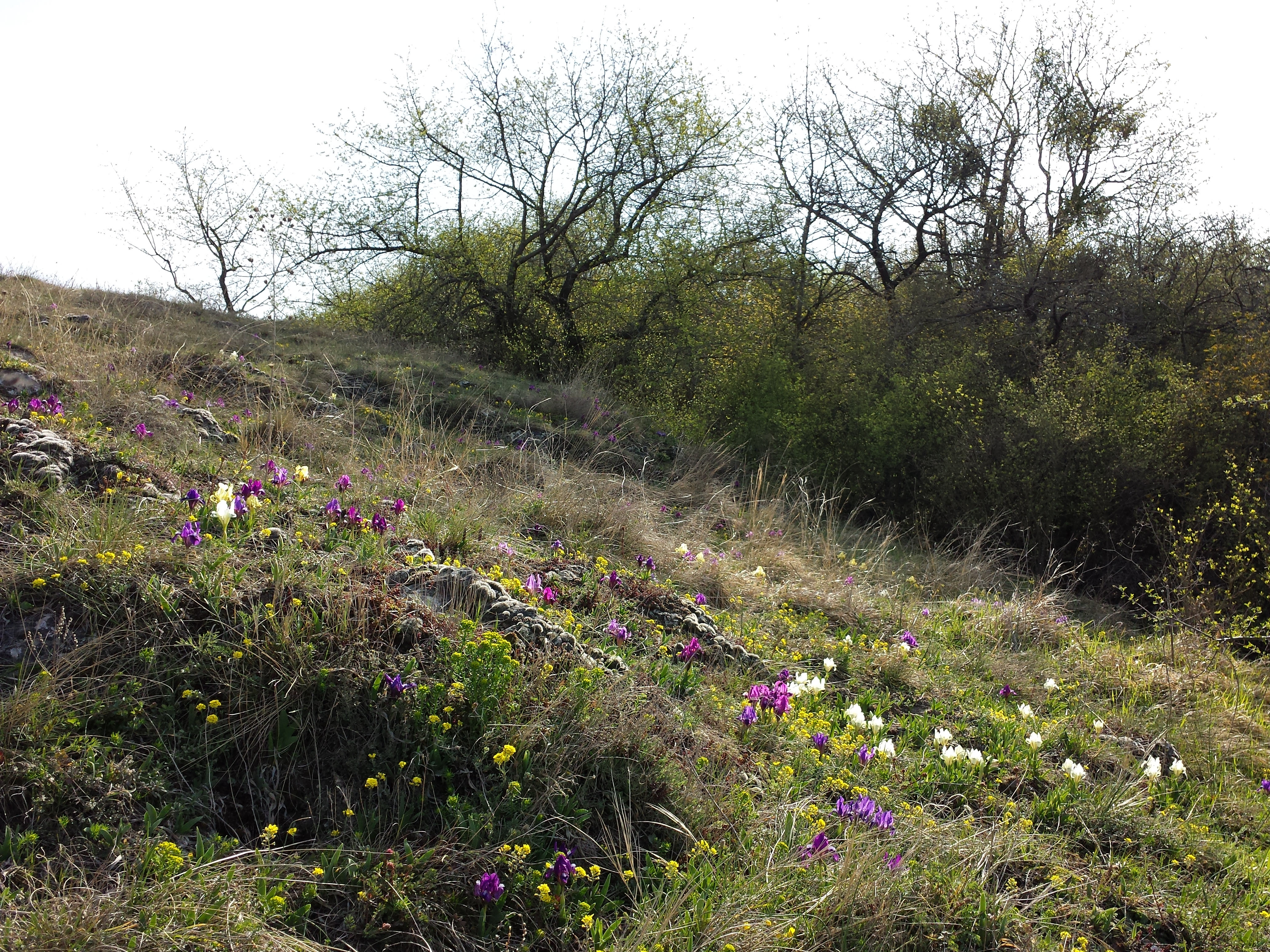
Trockenrasen im Vorfrühling